# Alphonse Tiérou
Alphonse Tierou (né le 17 avril 1946 à Dabou et mort le 11 août 2021 à Paris),, est un chercheur, chorégraphe, écrivain et pédagogue ivoirien.
Il a étudié à l'Institut national des Arts d'Abidjan.
Créateur d'une notation du vocabulaire et de la gestuelle de la danse africaine en 1983, il a été consultant à l'UNESCO pour la Recherche sur la Danse en Afrique de 1988 à 1996.
De 1993 à 1996, il a formé des danseurs et des chorégraphes dans une vingtaine de pays africains. Il a été l'initiateur et le directeur artistique des Premières Rencontres de la Création chorégraphique panafricaine de Luanda (Angola) en 1995.
Il est le fondateur et directeur du Centre de Ressources, de Pédagogie et de Recherche pour la Création africaine à Paris.
Alphonse Tierou est l'auteur de nombreux livres, articles et conférences sur la culture et la danse africaines. Ses recherches et ses ouvrages sont les premiers à théoriser la danse africaine, avec une approche panafricaine et une optique de dialogue des cultures.
Il a conçu et organisé plusieurs expositions sur la danse, le masque et la sculpture d'Afrique.
Il enseigne la danse africaine et a conçu plusieurs créations chorégraphiques qui ont été présentées à Fort-de-France (2006), à Paris (2010), à Angoulême (2011), au Café de la Danse (Paris, 2018) ou encore à Vernon (2020).